# Criocinesi
La criocinesi (dal greco κρίος kríos "freddo" e κίνησις kínēsis "controllo") è un superpotere che permette a chi lo possiede (definito criocineta) di generare e/o controllare il ghiaccio; è stata resa nota da personaggi dei fumetti come l'Uomo ghiaccio degli X-Men pubblicati dalla Marvel Comics e dai supercriminali Mr. Freeze, Killer Frost e Capitan Cold della DC Comics.
Tra i personaggi di manga e anime: Hyoga del Cigno, noto come Cristal il Cigno nell'adattamento italiano, ne I cavalieri dello zodiaco, può generare ghiaccio e neve; in One Piece, l'ammiraglio Aokiji, grazie al frutto del diavolo Gelo Gelo, ha il potere di creare, controllare e perfino di tramutarsi in ghiaccio; Oyuki in Lamù; Shoto Todoroki in My Hero Academia, oltre alla criocinesi possiede anche la pirocinesi, rendendolo, nonostante la sua giovanissima età, uno degli eroi più temuti. Nell'anime Le bizzarre avventure di JoJo, Ghiaccio possiede lo stand White Album, che gli consente di congelare ciò che lo circonda fino a raggiungere lo zero assoluto. 
Altri personaggi immaginari criocinetici sono: Sylar e Tracy Strauss del telefilm Heroes; la strega Prue Halliwell della serie Streghe; Emma Gilbert, una delle sirene protagoniste della serie infantile H2O; il personaggio Zaffiro nel cartone Steven Universe; il personaggio Zane nella serie LEGO Ninjago.
Della criocinesi è dotata anche la principessa Disney Elsa, protagonista del cartone animato Frozen - Il regno di ghiaccio. Anche Siberius del film della Disney-Pixar Gli Incredibili - Una "normale" famiglia di supereroi hanno questo superpotere.
Nel cartone animato Avatar - La leggenda di Aang, la criocinesi è una delle tecniche di combattimento adottate da coloro che praticano il "Dominio dell'Acqua".
La criocinesi appare anche nel mondo dei videogiochi: ad esempio, i criomanti del famoso Mortal Kombat, in particolare il ninja Sub-Zero.